# Eirene teuscheri
Eirene teuscheri är en nässeldjursart som först beskrevs av Ernst Haeckel 1879.  Eirene teuscheri ingår i släktet Eirene och familjen Eirenidae. Inga underarter finns listade i Catalogue of Life.